# Lichokopytníci
Lichokopytníci (Perissodactyla) jsou řádem býložravých savců, u kterých osa končetiny prochází třetím, často největším prstem. Patří mezi ně koňovití, tapíři a nosorožci. Lichokopytníci jsou prstochodci, poslední články prstů jsou chráněny rohovitými kopyty. Největšího rozkvětu dosáhli v třetihorách, v současnosti přežívá pouze 19 druhů ve třech čeledích.
Vědecké jméno Perissodactyla pochází z řeckých slov perissos, lichý a daktulos, prst.

## Charakteristika řádu
Lichokopytníci jsou středně velcí až velcí, na zemi žijící býložravci. Jsou proto přizpůsobeni příjmu a trávení rostlinné potravy. Obličejová část lebky je zvětšená, lichokopytníci mají ostré řezáky a silné pysky k ukusování stébel a listí, třenové zuby jsou molarizované, tzn. vypadají jako stoličky a mají i stejnou funkci, což zvyšuje skusnou plochu. Třenové zuby i stoličky mají vysoké korunky a jejich sklovina je zřasená. Špičáky často úplně chybějí. Většina lichokopytníků má 44 zubů.
Žaludek je jednoduchý, fermentace rostlinné potravy a trávení celulózy probíhá až v objemném slepém střevu v tračníku. Až tyto oddíly trávicí trubice jsou totiž osídlené symbiotickými bakteriemi, které rozkládají jinak nestravitelnou rostlinnou potravu. Z tlustého střeva se ale získané živiny resorbují hůře než v přední části střev, proto lichokopytníci zužitkovávají potravu hůře než přežvýkavci, kteří rozkládají celulózu v předžaludcích.
Osa končetin prochází třetím prstem, na něm také spočívá váha těla. Ostatní prsty mohou být do určité míry redukované, palec (první prst) chybí vždy. Nejdále redukce prstů pokročila u koňovitých, kde se z ostatních prstů zachovaly jen rudimentární bodcovité kosti přiléhající na záprstní kost třetího prstu (proto bývají někdy označování jako jednokopytníci). Prsty bývají kryté rohovitým kopytem.
Klíční kost chybí, loketní kost je redukovaná a její zbytky jsou srostlé s kostí vřetenní, podobně jako na zadní končetině, kde je zbytek lýtkové kosti pouhým výběžkem holenní kosti.
Děloha lichokopytníků je dvourohá, placenta je rozptýlená a nepravá (adeciduata), chorion nenarušuje sliznici dělohy. Přestup živin a kyslíku je tak ztížen, ale po porodu nedochází ke krvácení.
Lichokopytníci po dlouhé březosti rodí jedno, vzácně dvě, plně vyvinutá mláďata.

## Evoluce
Na konci křídy se od předků dnešních hmyzožravců oddělila skupina prakopytníků (Condylarthra), společní předkové prašelem (Creodonta), několika vymřelých řádů kopytníků (Litopterna, Notoungulata aj.) i dnešních sudokopytníků, kytovců a lichokopytníků.
První lichokopytníci se objevili v paleocénu, na území dnešní Severní Ameriky. Velmi rychle došlo ke vzniku mnoha druhů a v eocénu (asi před 55 miliony let) již žili takřka po celém světě. V třetihorách byli lichokopytníci dominantní skupinou býložravců a dosahovali obrovských rozměrů. Vzdálený příbuzný dnešních nosorožců, Paraceratherium, byl v kohoutku kolem 5 metrů vysoký, vážil asi 15 až 20 tun a představoval největšího známého suchozemského savce, který kdy obýval Zemi. Brontotherium, zvíře připomínající nosorožce a příbuzné spíše dnešním koním, s bizarním rozvětveným rohem na hřbetu nosu, také nebyl nejmenší – jeho kohoutková výška se blížila 2,5 metrům. Chalicotherium, zvíře žijící v miocénu i na území dnešní České republiky, mělo přední končetiny opatřené mohutnými drápy a pohybovalo se po kloubech prstů, podobně jako dnešní mravenečníci.
Ne všichni lichokopytníci ale dosahovali takových rozměrů, Hyracotherium, prapředek dnešního koně, byl velký asi jako liška, a předkové dnešních nosorožců z čeledi Hyracodontidae nebyli o nic větší.
V miocénu, asi před 20 milióny lety, začaly ustupovat lesy, ve kterých lichokopytníci žili a místo nich se rozšířily travnaté stepi. Protože tvrdá stébla trávy jsou těžce stravitelná, lichokopytníkům začali konkurovat sudokopytníci, kteří jsou díky svým předžaludkům lépe přizpůsobeni k trávení takové potravy. Druhová diverzita lichokopytníků se snížila a klesá v podstatě dodnes. Z původních 13 čeledí (někdy se popisují i další) přežily pouze 3 čeledi a 18 druhů.

## Recentní lichokopytníci
Do současnosti přežily tři čeledi navzájem nepříliš si podobných zvířat.
Tapírovití jsou primitivní lichokopytníci. Horní pysk je protažen v krátký chobot. Na předních končetinách mají čtyři funkční prsty, na zadních tři.
Nosorožcovití jsou velká zvířata s rohovinovými rohy, které nemají kostěný podklad. Na předních i na zadních končetinách mají po třech prstech.
Koňovití je čeleď štíhlých zvířat uzpůsobených k rychlému běhu. Mají plně zachován pouze jediný, třetí prst, který je chráněn mohutným kopytem a na který zvíře našlapuje; z druhého a čtvrtého prstu se zachovaly jen zbytky kostí pod kůží končetiny, zbytek prvního prstu (palce) tvoří rohovitý výrůstek, tzv. kaštánek, který se nachází na vnitřní straně hrudních končetin těstě nad zápěstním kloubem a na vnitřní straně pánevních končetin těsně pod hlezenním kloubem, a může i zcela chybět. Mezi koňovité patří i domestikovaní lichokopytníci, kůň domácí a osel domácí.

## Systém lichokopytníků
- podřád: Ceratomorpha
  - nadčeleď: Rhinocerotoidea
    - čeleď Amynodontidae †
    - čeleď Hyracodontidae †
    - čeleď Rhinocerotidae – nosorožcovití (6 recentních druhů)

  - nadčeleď: Tapiroidea
    - čeleď Isectolophidae †
    - čeleď Deperetellidae †
    - čeleď Lophialetidae †
    - čeleď Tapiridae – tapírovití (5 recentních druhů)
- podřád: Hippomorpha
  - nadčeleď: Equoidea
    - čeleď Palaeotheriidae †
    - čeleď Equidae – koňovití (8 recentních druhů)

  - nadčeleď: Brontotheroidea
    - čeleď Lambdotheriidae †
    - čeleď Brontotheriidae †
- podřád: Ancylopoda
  - čeleď Chaliotheriidae †
  - čeleď Eomoropidae †